# Friso Kramer Paaltoparmatuur

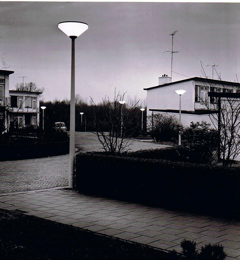
Friso Kramer Paaltoparmatuur

De Friso Kramer Paaltoparmatuur is een kegelvormige armatuur voor straatlantaarns, ontworpen door Friso Kramer. Zijn ontwerpfilosofie was om iets zo te ontwerpen dat het niet opviel, door weg te laten wat niet absoluut noodzakelijk is.

## Geschiedenis
In 1960 ontwierp Kramer de "Friso Kramer I" (voor woonstraten) en de "Friso Kramer II" (voor ontsluitingswegen) in opdracht van de Gemeente Den Haag. De armaturen werden geproduceerd door Industria. Het Stedelijk Museum beschrijft dit ontwerp als een van de klassiekers van Kramer.
In 2012 ontwierp Kramer, in samenwerking met Lightwell, een moderne variant met LED-verlichting. Dit model draagt de naam "Friso Kramer LED". In 2013 werd de eerste armatuur geplaatst voor het huis van Kramer in Amsterdam.

## Ontwerp
Het ontwerp van de armatuur wordt gedicteerd door een aantal optische eisen. Zo staan lantaarnpalen altijd 25 meter uit elkaar en moeten zowel voetgangers als het verkeer op straat profijt hebben van de verlichting. Ook dient het onderste deel van de gevels verlicht te worden, maar niet de eerste verdieping in verband met slaapkamers. Om aan deze eisen te voldoen maakt de armatuur gebruik van een gefacetteerde reflector, die ervoor zorgt dat het licht op de gewenste wijze wordt weerkaatst.